# Chiesa di Santo Stefano Protomartire (Leggiuno)
La chiesa prepositurale di Santo Stefano Protomartire, nota anche più semplicemente come chiesa di Santo Stefano e anche con il titolo di collegiata, è la parrocchiale di Leggiuno, in provincia di Varese e arcidiocesi di Milano; fa parte del decanato di Besozzo.

## Storia
La prima citazione della pieve di Santo Stefano di Leggiuno risale all'846; il collegio dei canonici si formò più tardi, tra i secoli XI e XII.
La pieve è poi menzionata nel Liber Notitiae Sanctorum Mediolani, redatto da Goffredo da Bussero nel XIII secolo; dalla Notitia cleri del 1398 si apprende che da essa dipendevano le chiese di Bassa, Cellina, Ceresolo, Laveno e Montebello.
Negli atti della visita effettuata dall'arcivescovo di Milano Carlo Borromeo nell'estate del 1574 si apprende che la pieve, in cui erano collocati tre altari, versava in cattive condizioni; il presule pertanto ne ordinò una risistemazione, che fu eseguita entro il 1581.
Nel 1604 l'arcivescovo Federico Borromeo esortò il prevosto leggiunese a riedificare la pieve e, a questo scopo, mise a disposizione un gran numero di materiali da costruzione provenienti da varie chiese semidistrutte del territorio. La cerimonia di posa della prima pietra si tenne il 18 giugno 1620; i lavori, tuttavia, dovettero essere dopo alcuni anni fermati, anche a causa dell'imperversare della peste manzoniana. Le opere ripresero il 12 settembre 1632, ma con grande lentezza, tanto che l'arcivescovo Cesare Monti minacciò di trasferire la sede plebanale altrove se non si fosse impressa un'accelerazione alla situazione; le strutture murarie furono così ultimate nel 1648, ma l'edificio, una volta completato in ogni sua parte, poté essere benedetto appena nel 1670.
Negli anni immediatamente successivi, tra il 1671 e il 1673, si procedette alla sopraelevazione del campanile e all'aggiunta della sagrestia.
Nel 1748 l'arcivescovo Giuseppe Pozzobonelli, durante la sua visita pastorale, trovò che a servizio della cura d'anime vi erano il prevosto e un coadiutore, che i fedeli erano pari a 1020 anime e che la parrocchiale, in cui aveva sede la confraternita del Santissimo Sacramento, aveva come filiali gli oratori dei Santi Primo e Feliciano, della Beata Maria Vergine in località Cellina, di Sant'Andrea Apostolo in Sangiano e di San Clemente sopra Sangiano.
Tra il 1875 e il 1876 grazie all'interessamento del prevosto don Luigi Comolli la chiesa fu oggetto di un ampliamento che previde il prolungamento della navata di una campata; la consacrazione venne impartita il 21 luglio 1894 dal vescovo di Pavia Agostino Gaetano Riboldi.
Nel 1896 l'arcivescovo Andrea Carlo Ferrari, durante la sua prima visita pastorale, rilevò il numero dei fedeli era pari a 2527 e che la parrocchiale, da cui dipendevano le cappelle dei Santi Primo e Feliciano, di Santa Caterina, di Sant'Andrea Apostolo, di San Rocco, di Santa Maria Annunciata e di San Clemente, era sede della confraternita del Santissimo Sacramento, del consorzio delle Figlie di Maria, dei Terziari francescani, dell'Apostolato della preghiera, della Guardia d'onore, della Pia Unione degli agonizzanti e del consorzio del Carmine.
Tra il 1971 e il 1972, con la riorganizzazione territoriale dell'arcidiocesi voluta dall'arcivescovo Giovanni Colombo, il vicariato di Leggiuno venne soppresso e le parrocchie che erano comprese in esso entrarono a far parte del neo-costituito decanato di Besozzo.
Nel 1994 la facciata venne modificata e cinque anni dopo l'interno dell'edificio fu restaurato; intorno al 2000 si procedette all'esecuzione dell'adeguamento liturgico secondo le usanze postconciliari mediante l'aggiunta della mensa eucaristica rivolta verso l'assemblea.
Il prospetto principale e i suoi tre portali lignei furono poi interessati da un restauro portato a compimento nel 2011.

## Descrizione

### Esterno
La facciata della chiesa, rivolta a occidente, è suddivisa da una cornice marcapiano aggettante in due registri, entrambi scanditi da lesene: quello inferiore, più largo e d'ordine ionico, presenta i tre portali d'ingresso e due nicchie, mentre quello superiore è caratterizzato da una finestra a lunetta e coronato dal timpano di forma triangolare, sormontato da una croce di ferro.
Annesso alla parrocchiale è il campanile a base quadrata, la cui cella presenta su ogni lato una monofora a tutto sesto ed è coronata dalla cupoletta poggiante sul tamburo ottagonale.

### Interno

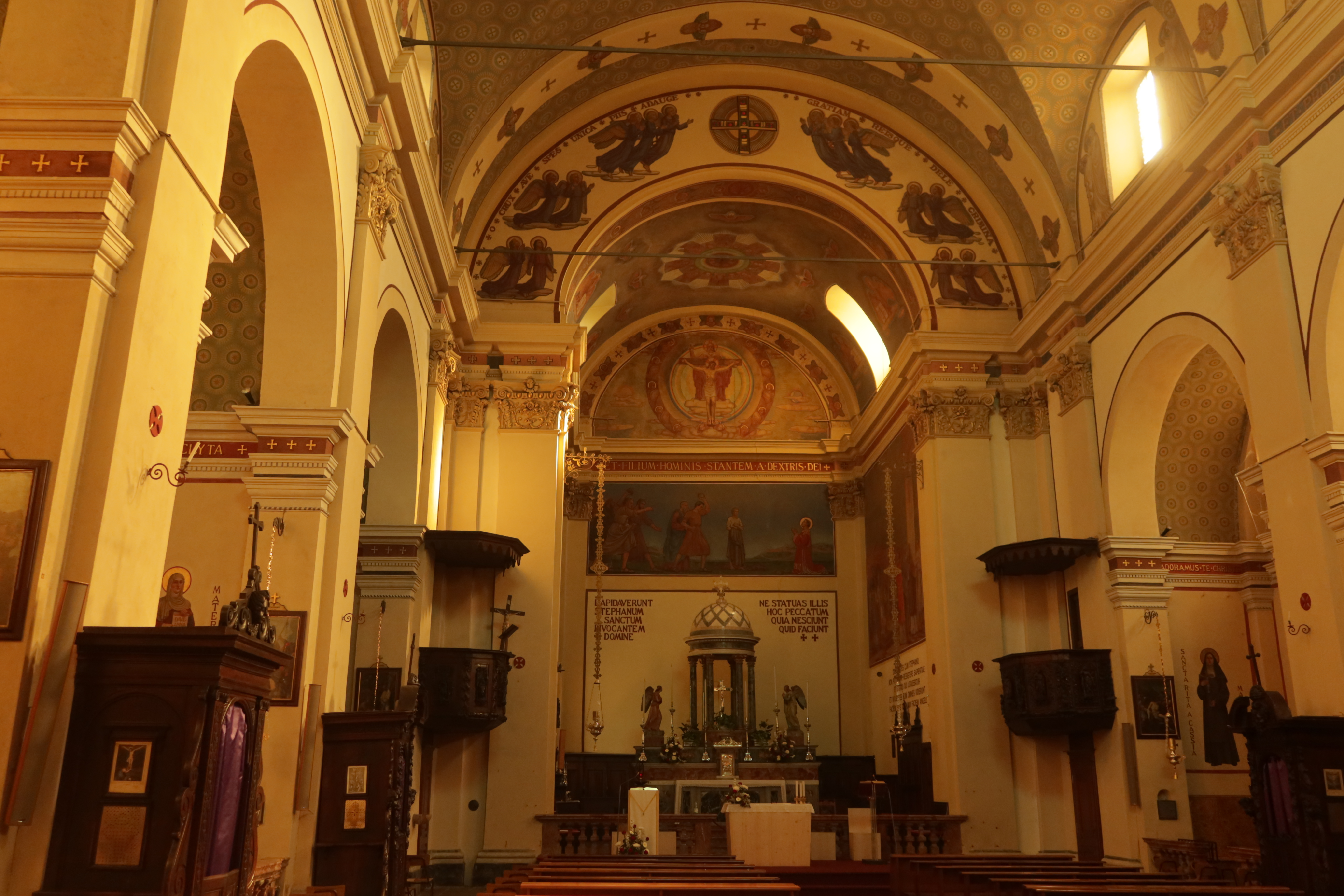
L'interno

L'interno dell'edificio, composto da tre campate, si compone di un'unica ampia navata, sulla quale si affacciano le cappelle laterali, introdotte da archi a tutto sesto, e le cui pareti sono scandite da lesene, terminanti con capitelli decorati e sorreggenti la trabeazione modanata e aggettante sopra la quale si imposta la volta a botte; al termine dell'aula si sviluppa il presbiterio, leggermente rialzato, delimitato da balaustre e coperto anch'esso da volta a botte.
Qui sono conservate diverse opere di pregio, tra le quali l'organo, costruito nel 1920 dalla ditta Mascioni, gli affreschi raffiguranti Santa Caterina e i Santi Primo e Feliciano, eseguiti dalla Scuola del Beato Angelico nel 1937, la raffigurazione di san Carlo insieme a san Luigi, alcuni affreschi nella sagrestia vecchia, risalenti ai secoli XVII e XVIII, e una pala dipinta dalla Scuola del Beato Angelico.